# Belisana jimi
Belisana jimi är en spindelart som beskrevs av Huber 2005. Belisana jimi ingår i släktet Belisana och familjen dallerspindlar. Inga underarter finns listade.